# Veletržní kino
Veletržní kino se nachází na brněnském výstavišti, v severní části areálu, mezi pavilonem H a pavilonem UMPRUM. Funkcionalistická budova kina byla dokončena v roce 1928 jako jedna z prvních budov na brněnském výstavišti a sloužila již pro výstavu soudobé kultury v Československu.
Kino mělo kapacitu 1600 diváků, kteří se mohli umístit do kryté haly (805 lidí) s jedním patrem a do otevřeného hlediště. Hala uvnitř kina má rozměry 16x19 m. V duchu tehdejších architektonických trendů byla nad vstupní halou umístěna dominantní prosklená stěna. Funkcionalistickou budovu tvoří hlavní objekt kina a ve stejné době realizovaná přístavba kavárny/restaurace.

## Historie
V roce 1929 zde částečně působilo Studio NDB pod vedením Emila Františka Buriana. Částečně také místy měnilo svůj účel na divadlo, poprvé bylo takto využito tři měsíce od svého otevření. V meziválečném období zde vystupoval i soubor Osvobozeného divadla.
Za druhé světové války se zde uskutečnila představení pro členy NSDAP. Po skončení konfliktu zde vystupovalo Svobodné divadlo Rudolfa Waltera a následně i Městské divadlo mladých, známé později jako Divadlo Julia Fučíka. Vzhledem k tomu, že bylo při bombardování Brna divadlo značně poškozeno, byla jeho rekonstrukce nevyhnutelná.
V 50. letech 20. století byl v souvislosti s rozšiřováním a modernizací výstaviště objekt přebudován a bylo pozměněno původní pojetí kina. Byly uzavřeny terasy kina a později zrušeno schodiště, které bylo původně otevřené.
V 70. letech 20. století dostala budova název Divadlo na výstavišti a působil zde soubor činohry Státního divadla v Brně, někdy mimořádně i jiné jihomoravské divadelní soubory. Bylo to z důvodu rekonstrukce Mahenova divadla probíhající mezi lety 1971–1978.
Budova byla využívána až do 90. let 20. století (naposledy jako plodinová burza), poté byla opuštěna. Město Brno uvažuje o rekonstrukci budovy, bez ohledu na to, jestli bude do budoucna sloužit jako kino, či nikoliv. V roce 2013 mělo kino sloužit jako otevřený umělecký prostor, od původního záměru však bylo nakonec upuštěno.
V roce 2019 vznikl spolek Divadlo na výstavišti, který si klade za cíl rekonstrukci a obnovení provozování divadla.

## Zajímavost
- V květnu 1929 zde při odpoledním posezení v kavárně divadla, kde vykonávali zájezdové turné, Jaroslav Ježek společně s Jiřím Voskovcem a Janem Werichem vytvořili známou píseň Tmavomodrý svět.

Jiří Voskovec ve vzpomínkách píše: „…jednoho májového odpoledne v Brně jsme všichni tři vespolek míchali tóny se slovy, až jsme rukou společnou a nerozdílnou zhotovili nejmodřejší ze všech svých blues: Tmavomodrý svět.“
Z vyprávění Jana Wericha: „Ježek se stal v devětadvacátém roce hudebním šéfem v Osvobozeném. ..... Byli jsme po uši v dluzích a nezbývalo než odjet z Prahy a zkusit štěstí na zájezdovém turné. A zachránilo nás tenkrát Brno, kde zabrala Vestpoketka. ..... Tenkrát v Brně jsme, myslím, napsali Tmavomodrý svět. V divadle na Výstavišti. Seděli jsme tam, bylo odpoledne a my potřebovali rychle hudbu do jednoho skeče. Chtěli jsme, aby to bylo blues, a nutili jsme Ježka, aby napřed složil melodii a my že pak uděláme slova. Ježek se zlobil a říkal: ,Aspoň první řádku kdybyste si vymysleli, volové, ať se mám čeho chytit.‘ Plácali jsme, co nám přišlo na jazyk. Až taky někdo navrhnul: ,Netoliko, že je tma, ale nevidím.‘ To se mu zalíbilo. Bručel si to a najednou z něj vylítla melodie. ,Volové, teď to to musíme opakovat,‘ naléhal, ,zase dvanáct stop.‘ A už skládal pokračování , při kterém nás napadlo: ,Vím, že je tu všude tma, já ji nevidím…‘ A za chvíli byla ta písnička hotová.“

## Galerie

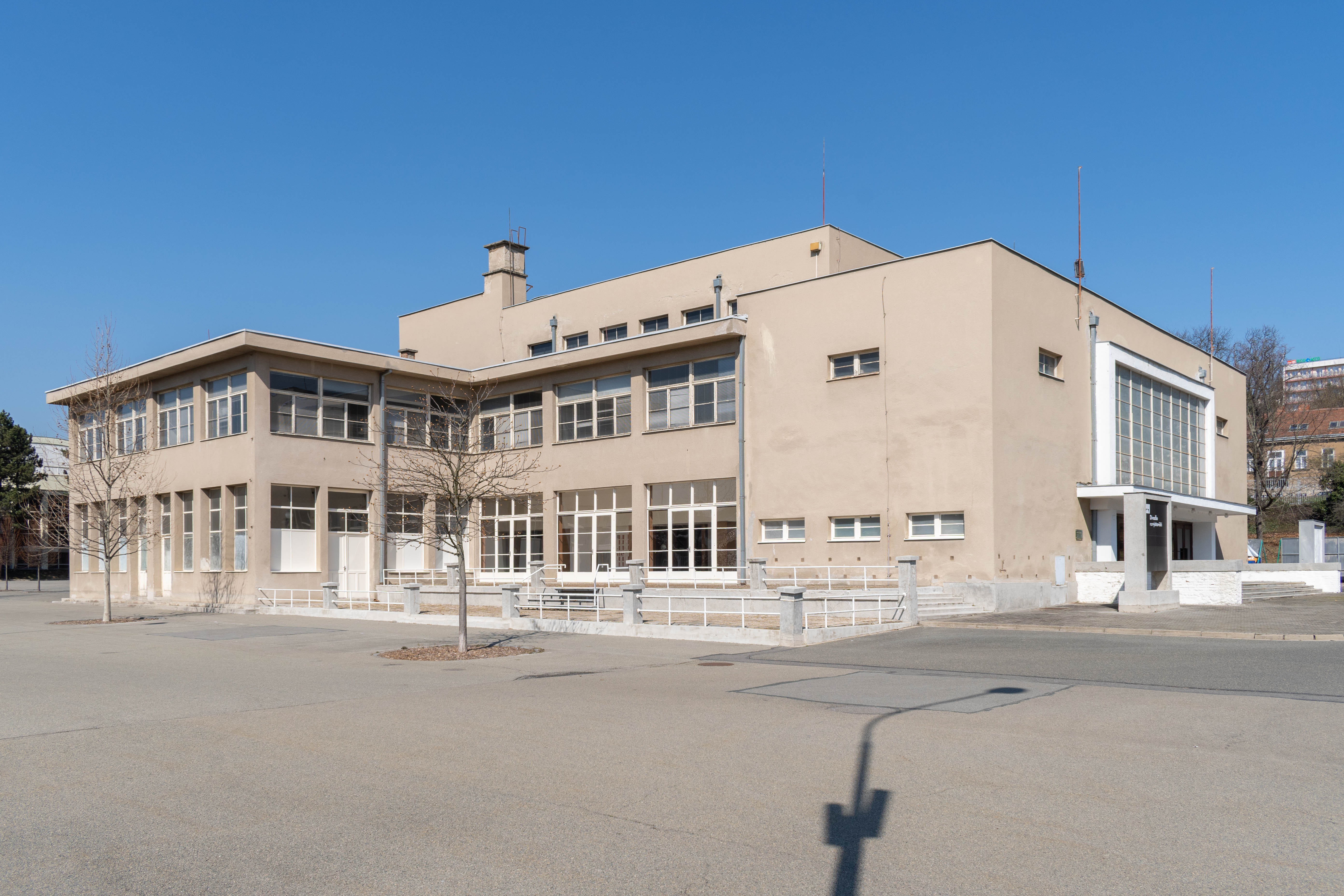
Kino v roce 2020
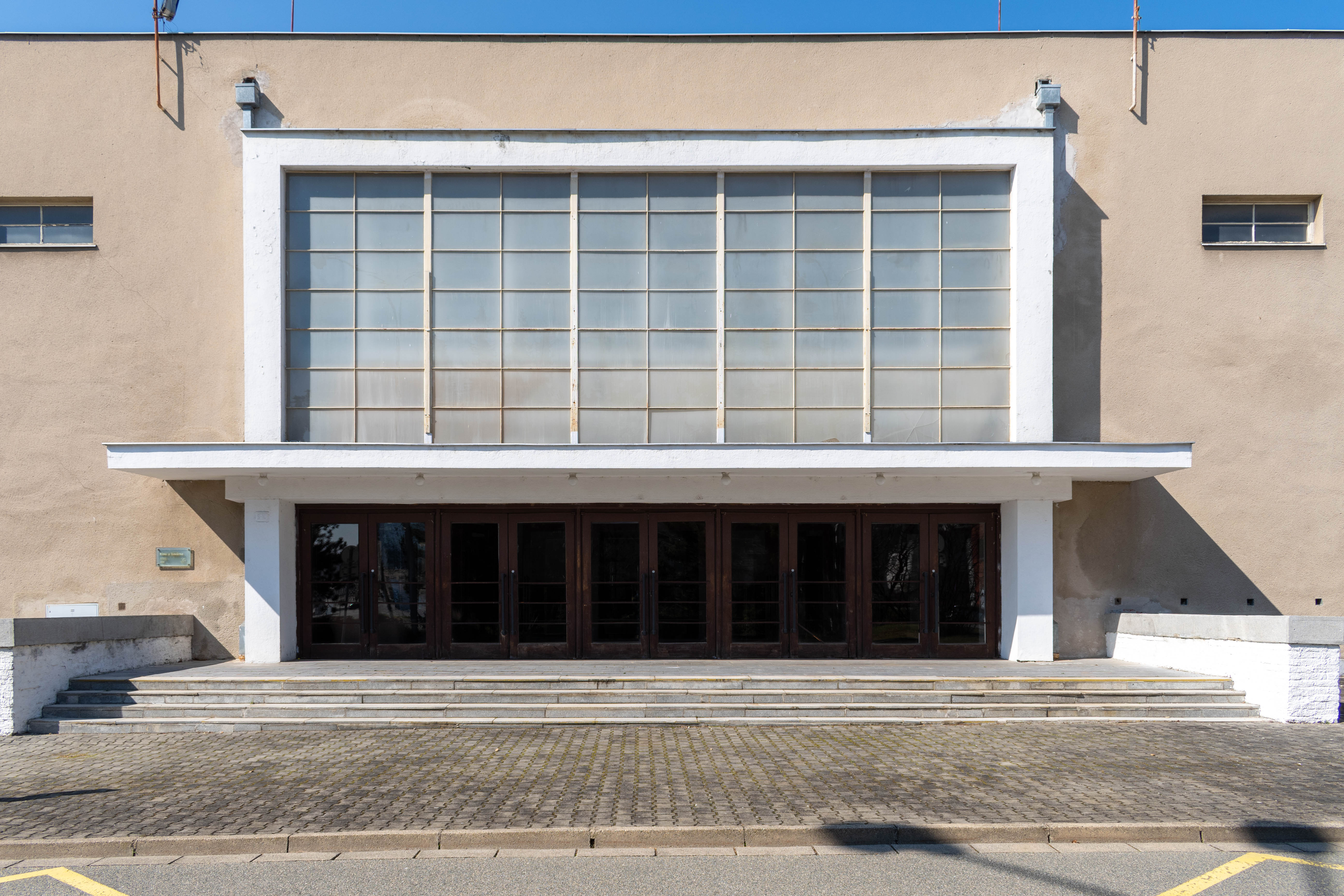
Hlavní vchod do kina
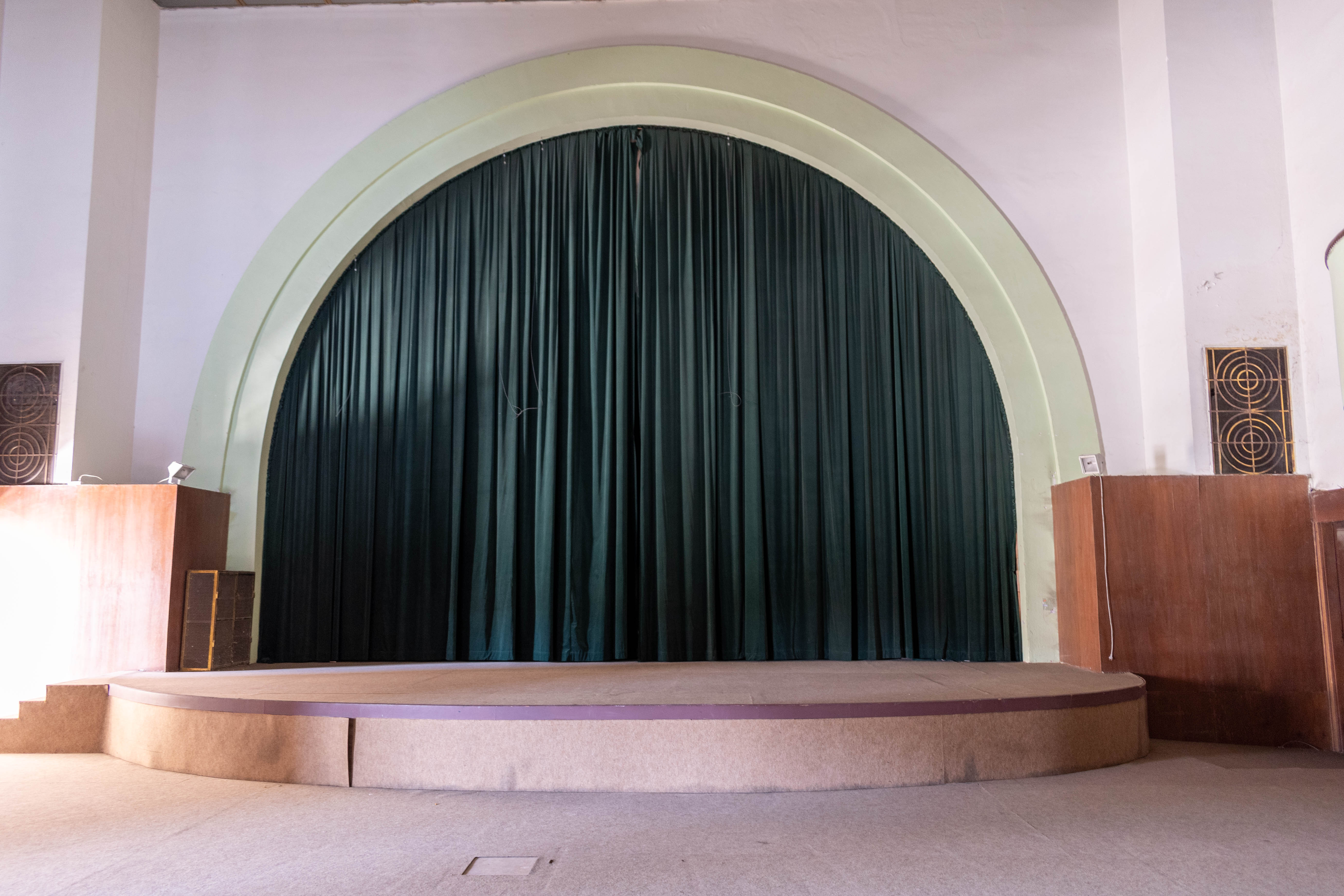
Hlavní sál kina
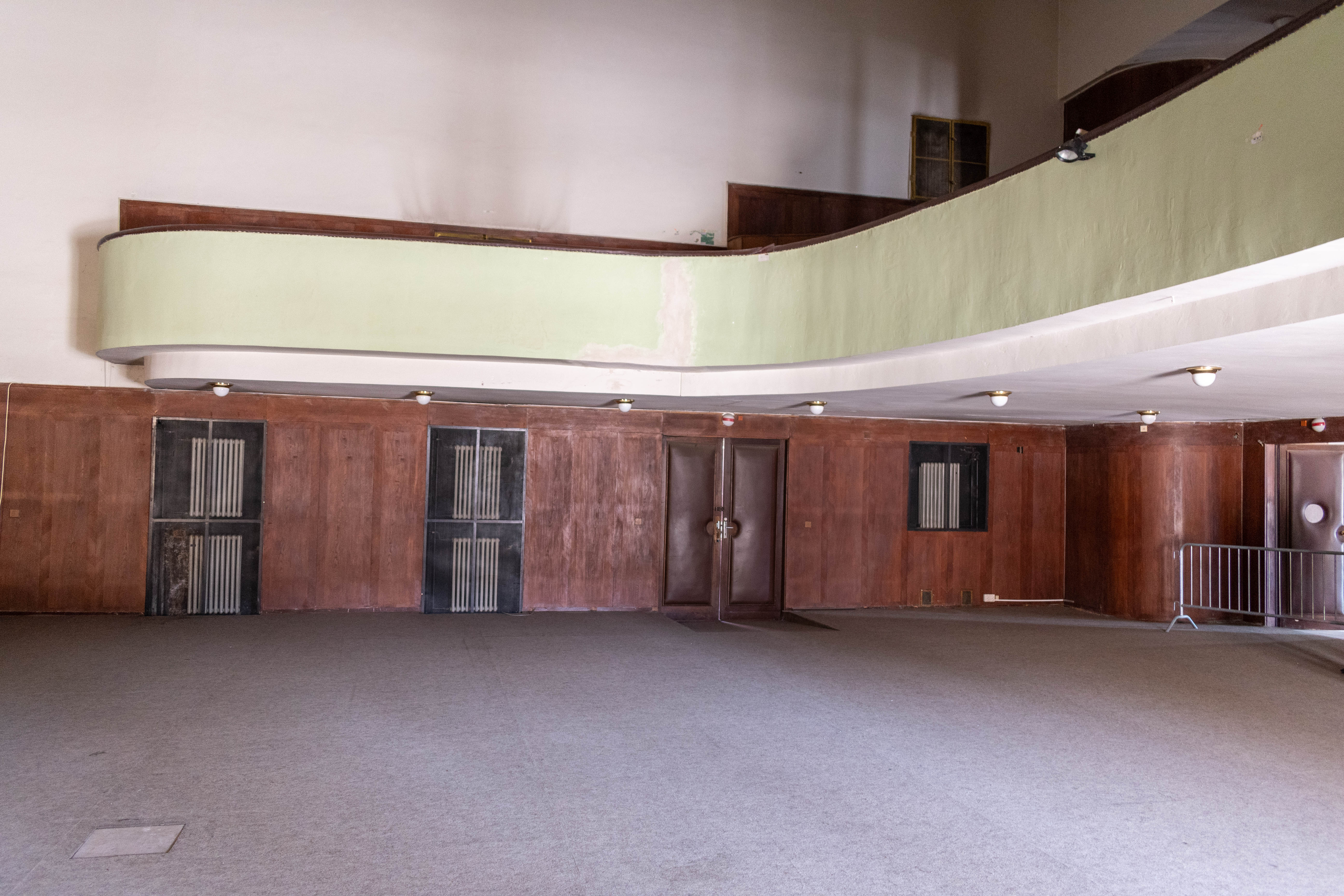
Hlavní sál kina s ochozem
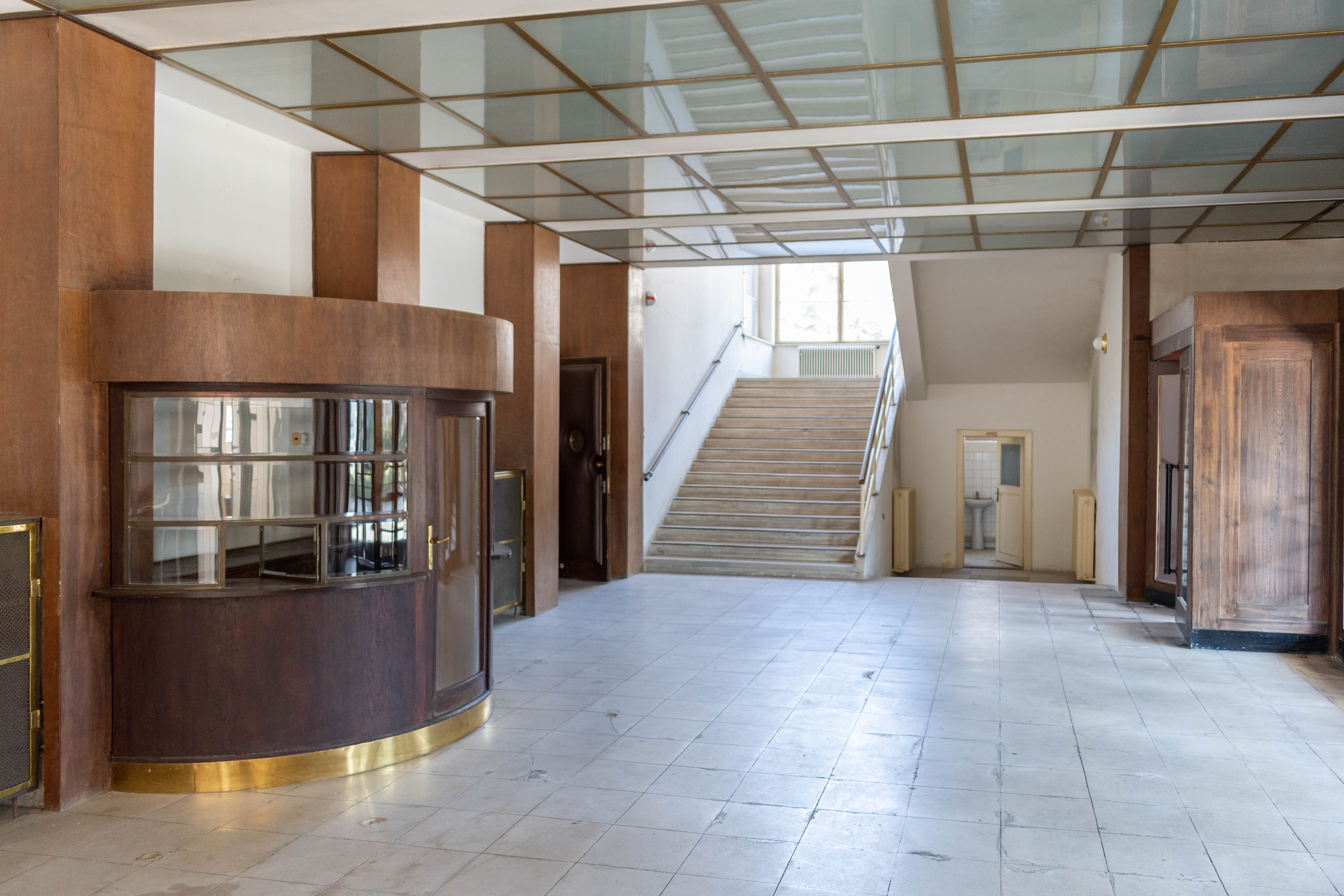
Předsálí s prodejnou lístků